# Pokémon X y Pokémon Y
Pokémon X y Pokémon Y, conocidos en Japón como Pocket Monsters X&Y (ポケットモンスター X&Y Poketto Monsutā Ekkusu & Wai?), son dos videojuegos de RPG y aventura, desarrollados por Game Freak y distribuidos por Nintendo para la consola portátil Nintendo 3DS, que fueron lanzados el 12 de octubre de 2013 tanto en Japón como en América, Europa y Australia. Pertenecen a la serie de videojuegos Pokémon, e inauguran la sexta generación de la misma. Fueron anunciados el 8 de enero de 2013 durante el Pokémon Direct por Satoru Iwata, presidente de Nintendo.
En Pokémon X y Pokémon Y, el jugador recorre la región de Kalos, hecha completamente en tres dimensiones, innovando el aspecto de las rutas, las batallas y los Pokémon, siendo así el primer juego portátil RPG de la franquicia en este tipo de formato. El videojuego además incluye otras novedades, como la opción de personalizar el color de cabello, ojos y piel del personaje principal o la posibilidad de tener combates aéreos o contra hordas de Pokémon salvajes, además de la opción de que algunos Pokémon en su etapa final megaevolucionen en combate.
Las temporadas 17, 18 y 19 del anime están basadas en este videojuego.

## Escenario
La historia de Pokémon X e Y transcurre en la región ficticia de Kalos, cuyos Pokémon iniciales son un erizo llamado Chespin (en japonés Harimaron (ハリマロン?)) de tipo planta, un fénec, Fennekin (en japonés Fokko (フォッコ?)) de tipo fuego y una rana, Froakie (en japonés Keromatsu (ケロマツ?)), de tipo agua. Kalos está basado en Francia, mientras que su centro urbano, Ciudad Luminalia, comparte con París la icónica Torre Eiffel, llamada Torre Prisma.

## Sistema de juego
Como en títulos anteriores de la franquicia, en Pokémon X e Y el jugador toma el control de un personaje que se dedica a entrenar Pokémon, recorriendo el mundo capturando criaturas, evolucionándolas en otras más fuertes y utilizándolas en combates por turnos contra otros entrenadores. El juego se muestra en tercera persona, con tres pantallas principales básicas: el mapa de la región, por donde el jugador mueve al personaje, el modo batalla y el menú, donde el jugador organiza su equipo, inventario y ajustes del juego. El jugador comienza el viaje con un Pokémon, que utilizará para pelear con otros Pokémon, ya sea en batallas con otros entrenadores o en encuentros aleatorios contra Pokémon salvajes, que además podrá capturar utilizando unos objetos llamados Poké Balls. Cuando el jugador es retado por un entrenador o encuentra un Pokémon salvaje, la pantalla cambia a un escenario de batalla por turnos, durante la cual el jugador puede elegir que su Pokémon realice un movimiento, usar un objeto, cambiar al Pokémon que lucha o huir (esta última únicamente con Pokémon salvajes). Todos los Pokémon tienen puntos de salud (PS); cuando dichos puntos llegan a cero, el Pokémon se debilita y no puede pelear hasta que se recupere en un Centro Pokémon. Si el pokémon del jugador debilita a otro, ganará puntos de experiencia. Si se acumulan un determinado número de puntos, el Pokémon subirá de nivel. Muchas especies de pokémon evolucionan a otras más fuertes al llegar a un determinado nivel. Si un jugador deja a un Pokémon salvaje con puntos de salud bajos, puede utilizar una Poké Ball para capturarlo y añadirlo a su colección para utilizarlo en combate o almacenarlo en el PC.

## Novedades
La principal novedad radica en que todo el juego está recreado en formato poligonal tridimensional, tanto el mundo exterior, como modelado de personajes y batallas. Se añade una tanda de nuevos Pokémon. El personaje protagonista es personalizable, pudiendo el jugador elegir su color de pelo y tez al inicio de la aventura, así como añadirle ropa y complementos durante la misma.
El juego introduce un nuevo tipo de Pokémon: Hada, que es efectivo contra el tipo Dragón. Antiguos Pokémon como Mawile, Gardevoir, Marill o Jigglypuff adoptan dicho tipo como secundario. Una nueva evolución de Eevee, llamada Sylveon, pertenece a este nuevo tipo, así como Xerneas, el pokémon legendario exclusivo de Pokémon X.
Se añade el Poké Recreo, una herramienta que utiliza la capacidad táctil de la consola para aumentar el cariño con los Pokémon del equipo y que aumente su conexión con el entrenador para que se vuelvan más fuertes en combate. El pokémon Eevee necesita de esta modalidad para evolucionar en Sylveon.
El juego dispone de dos formas nuevas de combate Pokémon, además de las ya conocidas: encuentros de horda, en los que un Pokémon del jugador se enfrentará a múltiples enemigos; y los combates aéreos, en los que sólo se permiten Pokémon que puedan volar o levitar. Durante los combates, algunos Pokémon podrán Megaevolucionar si llevan un objeto específico equipado. La megaevolución es temporal y hace que la criatura cambie, no sólo físicamente, sino también a nivel de estadísticas -incluso se le añaden tipos nuevos en algunos casos- durante el tiempo que dura la transformación. Blaziken, Lucario, Ampharos, Absol y Mawile son algunos de los Pokémon que pueden desplegar esta característica en el juego, entre otros. El Pokémon legendario de la primera generación, Mewtwo, posee dos megaevoluciones denominadas Mega-Mewtwo X, que le añade el tipo lucha y Mega-Mewtwo Y, cada una exclusiva de su correspondiente versión.

## Desarrollo y anuncio
El 8 de enero de 2013, Pokémon X e Y fueron anunciados durante el Pokémon Direct por Satoru Iwata, presidente de Nintendo, junto a un primer tráiler. Estos juegos serían para la consola portátil Nintendo 3DS en octubre de 2013 en Japón, América, Australia y Europa, de acuerdo a los planes de Nintendo. X e Y serán los primeros videojuegos de la franquicia que contarán con gráficos totalmente en 3D.

Durante la conferencia de Nintendo en la Electronic Entertainment Expo de 2013, se confirmó la fecha de salida a nivel mundial: 12 de octubre de 2013. El cartucho del juego posee siete idiomas para elegir: inglés, francés, español, alemán, italiano, japonés y coreano.

## Recepción
Pokémon X e Y recibieron en general reseñas positivas, a pesar de esto, también fueron criticados por su falta de dificultad con respecto a juegos anteriores de la saga, sin embargo, esto no fue un bache en el camino de conseguir grandes notas, pues ambos juegos consiguieron de las mejores puntuaciones de la saga, teniendo una puntuación de 87% y 88%, respectivamente, en Metacritic, convirtiéndose, Pokémon Y, en el videojuego con más nota de la saga en esta página. Esto los califica como el decimoquinto y decimotercer juego con mayor puntuación en la Nintendo 3DS. La revista japonesa Weekly Famitsu le dio al juego una puntuación casi perfecta de 39 de 40 basada en reseñas individuales de 9, 10, 10, y 10, ganando el Platinum Award de la publicación. Esto los vuelve el segundo lugar de juegos de Pokémon mejor calificadas por la revista, solo detrás de la puntuación perfecta de Pokémon Negro y Blanco. Los juegos recibieron aclamación universal por la transición a gráficos 3D, efectos visuales mejorados, y la integración del juego en línea. Críticas de la revista Edge describieron los efectos visuales como "ricos en detalle y sabor, desde la majestuosidad de las afluentes áreas hasta los arruinados y descuidados hoteles donde los únicos huéspedes son punks". Eurogamer de forma similar alabó la "transición" del juego a 3D, declarando que "Pokémon X & Y es la mejor expresión de la visión obsesiva de Satoshi Tajiri." Griffin McElrov de Polygon llamó a X e Y "unos de los mejores juegos RPG portátiles jamás creados".
IGN encontró que el juego fue "una transición exitosa a un mundo 3D", llamándolo "un juego incluso más social, hermoso, y estratégico" comparado a sus predecesores. El sitio añadió que muchos de los nuevos modelos 3D y animaciones de los Pokémon complementan sus personalidades individuales como especies, y que las nuevas Mega Evoluciones fueron "igualmente impresionantes". También alabaron el paso más rápido del juego, con X e Y proveyendo un ancho rango de Pokémon para atrapar en la primera hora de gameplay. Mientras que Game Informer encontró las adiciones al gameplay de los títulos más positivas, "haciendo todo más atractivo y divertido", la revista también sintió que ultimadamente no "rompen el molde" de lo que los jugadores esperaban de la franquicia. Joystiq llamó al juego "el mejor de la serie", y que podía ser disfrutado igualmente por veteranos y los recién llegados a la franquicia. Nintendo World Report también dio reseñas positivas acerca de los gráficos 3D, música, personajes, y los cambios a las batallas, pero criticó las inconsistencias en la presentación y encontró los nuevos tipos de batalla no tan emocionantes. Eurogamer indicó que el objetivo original de la serie—atrapar a todos los Pokémon—"permanece sin disminuirse luego de todo este tiempo." Sin embargo, Edge dijo que "alguna de la magia original de la serie se ha perdido a través de tantas actualizaciones" y criticó su inestable framerate en el modo 3D.
El actualizado Player Search System (PSS) presente en la pantalla táctil, proveyendo una transición del juego en solitario a batallas de jugador contra jugador e intercambios y la integración del juego en línea fue alabado por Eurogamer. Polygon lo describió como "una experiencia completamente interconectada, que es exactamente como Pokemon debe ser jugado". IGN dijo que el PSS "hace que Pokemon X e Y se sientan dramáticamente nuevos y más modernos". Los aspectos opcionales del Poké Recreo y el Super Entrenamiento han tenido recepción mixta. Game Informer describió los minijuegos del Super Entrenamiento como olvidables. Polygon vio estos aspectos como positivamente reforzando lazos entre entrenadores y sus Pokémon, con el Poké Recreo haciéndolos verse más como mascotas. IGN alabó el Super Entrenamiento por hacer un entrenamiento competitivo más accesible para los jugadores.
En contraste a las buenas críticas hacia los efectos visuales, la historia fue mal recibida. IGN describió la historia y personalidades de los personajes como "bastante decepcionante para un RPG con juego individual predominante." Polygon describió el modo historia como "rígidamente formulaico". Sin embargo, Kyle Hilliard llamó a algunas de las interacciones con los personajes no jugables como "bizarras... y muchas veces entretenidas".  Eurogamer la llamó como "ligera y melodramática" y "a veces discordialmente sermoneante". Ellos también consideraron algunos de los puzles del juego como torpes. El diseño de la región de Kalos fue descrito como decepcionantemente sencillo para los jugadores que disfrutan explorar pero atractivo para los nuevos jugadores en la franquicia. Esta facilidad fue ejemplificada con sutiles adiciones y cambios para ganar experiencia. Esta experiencia fácilmente disponible permite a los jugadores usar más Pokemona través de la historia y tener un equipo de más de seis.

### Ventas
De acuerdo a los datos de venta de Media Create, más de 1.26 millones de copias de Pokémon X e Y fueron pre-ordenadas en Japón, sin incluir las copias que venían con el hardware de la Nintendo 3DS, haciéndolo el título más reservado de la Nintendo 3DS hasta el año 2013 en la región. Más de cuatro millones de copias de los juegos fueron vendidas mundialmente en el primer fin de semana.[cita requerida] Hasta agosto de 2014, en los Estados Unidos, Pokemon X vendió 2.1 millones de copias y Pokemon Y 2.01 millones de copias. En los resultados financieros de Nintendo de diciembre de 2017, se reveló que los juegos habían conseguido sobrepasar las 16 millones de copias vendidas en sus cuatro años a la venta, consiguiendo mantenerse hasta 2018 como el segundo título más vendido de Nintendo 3DS.